# マン・ロック
マン・ロック（仏: Maen Roch）は、フランス、ブルターニュ地域圏、イル＝エ＝ヴィレーヌ県のコミューン。

## 地理
マン・ロックの町はレンヌのサン＝ピエール大聖堂の北東40km、フージェール城北西13km圏内に位置する。

## 歴史
2017年1月1日、サン＝ブリス＝アン＝コグレとサンテティエンヌ＝アン＝コグレが合併して誕生した、コミューン・ヌーヴェル（fr。地方自治体改革の2010年12月16日施行の2010-1563法第21条による、合併によって新設されたコミューン）である。コミューン庁舎の所在地はサン＝ブリス＝アン＝コグレである。